# Vélez-Rubio
Vélez-Rubio este o municipalitate și un oraș din provincia Almería, Andaluzia, Spania, cu o populație de 6.592 locuitori.